# 大川筋村
大川筋村（おおかわすじむら）は高知県幡多郡にあった村。現在の四万十市の北西部、国道441号の沿線にあたる。

## 地理
- 山岳：明星が森、鍋が森、ほけが森
- 河川：四万十川、勝間川

## 歴史
- 1889年（明治22年）4月1日 - 町村制の施行により、川登村・田出ノ川村・手洗川村・悪瀬々村・鵜ノ江村・窪川村・勝間村・高瀬村・楠村の区域をもって発足。
- 1951年（昭和26年）- 大字・悪瀬々（あせじ）を三里に改称。
- 1954年（昭和29年）3月31日 - 中村町・下田町・東山村・蕨岡村・後川村・八束村・具同村・東中筋村・富山村・中筋村と合併して中村市が発足。同日大川筋村廃止。